# Yann Perrin
Pour les articles homonymes, voir Perrin.
Yann Perrin, né le 1er août 1985 à Épinal, est un joueur professionnel de squash représentant la France. Il atteint, en juin 2010, la 54e place mondiale sur le circuit international, son meilleur classement.

## Biographie
Il se qualifie pour les championnats du monde 2008 et intègre l'année suivante le tableau final grâce à son classement.

## Palmarès

### Finales
- Championnats d'Europe par équipes : 3 finales (2009, 2011, 2012)